# Тарибо Вест
Тарибо Вест (енгл. Taribo West; Порт Харкорт, 26. март 1974) је бивши нигеријски фудбалер. Играо је у одбрани.

## Клупска каријера
После играња у неколико локалних клубова и преласка у већи нигеријски клуб, Џулијус Бергер, Вест је 1993. године запао за око челницима француског Осера који су након успешне пробе потписали уговор са њим. Са Осером је имао успешне четири године, у којима се потпуно афирмисао. Једно освојено првенство Француске и два купа са клубом било је довољна препорука да милански Интер пошаље понуду за Веста.
Вест прелази у Интер у јуну 1997. године и потписује четворогодишњи уговор. Одиграо је укупно 44 утакмице и допринео освајању УЕФА купа 1998. године. Тада је Интер победио у финалу Лацио са 3:0 головима Занетија, Роналда и Ивана Заморана. Доласком Марчела Липија на клупу Интера, Вест је изгубио место у тиму. 
У зиму 2000. године Вест се одлучио да пређе у редове градског ривала, Милана. Међутим тамо се није баш наиграо, пошто је за целу сезону одиграо само 4 утакмице
У новембру 2000. Вест долази на тромесечну позајмицу у енглески Дарби каунти. Играо је стандардно и био важан део тима који се тада борио за опстанак у Премијер лиги. До размирица између клуба и њега је дошло када се оглушио о инструкције да остане у Енглеској и одигра дерби меч са Манчестер јунајтедом, уместо да отпутује на Афрички куп нација. Вест је на своју руку отишао, те су у Дербију решили да не желе да имају непослушног играча.
У новембру 2001. Вест се сели у Немачку и потписује за Кајзерслаутерн. Одиграо је само 10 утакмица, а отпуштен је у априлу 2002. године.
У јануару 2003. Вест је потписао 18-месечни уговор са београдским Партизаном који је тада тренирао Лотар Матеус. Свој деби у црно-белом дресу је имао 1. марта 2003. када је одиграо 90. минута у победи 4:2 над Радничким из Обреновца. Свој први гол је постигао 7. маја 2003. у победи од 4:0 над Војводином. Партизан је на крају сезоне освојио Првенство СРЈ. Након тога је Вест био један од најважнијих играча Партизановог тима који је успео да елиминише Њукасл у трећем колу квалификација и тако стигне до Лиге шампиона. Одиграо је три утакмице групе Ф, а током јесењег дела сезоне 2003/04. је пропустио доста утакмица због повреда. У фебруару 2004. Вест је споразумно раскинуо уговор са Партизаном.
Након Партизана, Вест је играо у катарском Ал Арабију, потом у  Енглеској трећој дивизији за Плимут, а последњи клуб му је био ирански Пајкан.

## Репрезентација
Вест је за репрезентацију Нигерије играо од 1994. до 2005. године и за то време је одиграо 42. утакмице.
Играо је на два Светска првенства. Прво, 1998. године у Француској, када је Нигерију водио српски тренер Бора Милутиновић, и друго 2002. у Јапану и Јужној Кореји. Такође је 1996. године освојио златну медаљу са репрезентацијом на Олимпијским играма у Атланти.

## Трофеји

### Осер
- Првенство Француске (1): 1995/96.
- Куп Француске (2): 1993/94, 1995/96.

### Интер
- Куп УЕФА (1): 1997/98.

### Партизан
- Првенство СР Југославије (1) : 2002/03.